# Varto
Varto là một huyện thuộc tỉnh Muş, Thổ Nhĩ Kỳ. Huyện có diện tích 1365 km² và dân số thời điểm năm 2007 là 33587 người, mật độ 25 người/km².